# ORDVAC

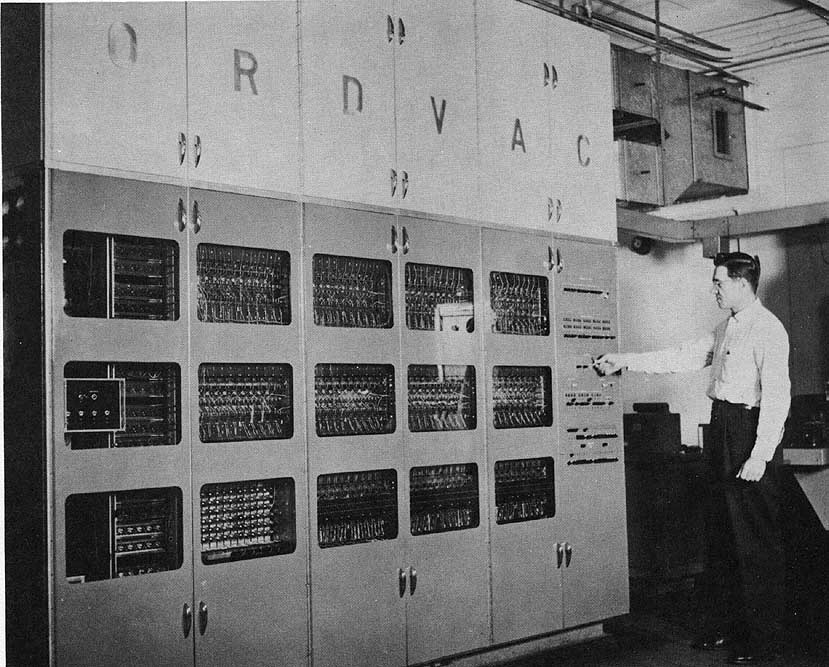
ORDVAC

ORDVAC (англ. Ordnance Discrete Variable Automatic Computer) — ранний компьютер, построенный Иллинойсским университетом для Лаборатории баллистических исследований, расположенной на Абердинском испытательном полигоне. Компьютер был основан на архитектуре IAS-машины, разработанной Джоном фон Нейманом в Институте перспективных исследований. ORDVAC начал работать с марта 1952 года на Абердинском испытательном полигоне в г. Абердин (штат Мэриленд), где до 1962 года он выполнял расчеты баллистических траекторий для военного ведомства США.

## История создания
Работа над ORDVAC была начата в 1949 году после заключения контракта между Университетом и Управлением вооружений (US Army Ordnance). Работы выполняла университетская лаборатория Digital Computer Laboratory под руководством профессора Ральфа Меагера (Ralph Meagher) и Абрахама Тауба (Abraham H. Taub).
ORDVAC строился по образу и подобию IAS-машины фон Неймана, которая выступала образцом и для других ранних компьютеров. Так как IAS-машина была больше исследовательским проектом, на котором обкатывались различные еще сырые инженерные идеи, работники Иллинойсского университета нашли свои решения и свои инженерные схемы при постройке ORDVAC. Постройка машины была завершена в ноябре 1951 года. Когда конструирование ORDVAC-а было закончено и он прошел все тесты в Иллинойсском университете, его разобрали и отправили в г.Абердин. Три работника Иллинойсского университета отправились вслед за компьютером собирать и налаживать его на месте. Все наладочные работы заняли всего неделю вместо одного месяца. С наладкой ORDVAC на Абердинском испытательном полигоне помогал Дональд Б. Гилльс (Donald B. Gillies).
Университет построил ORDVAC для военных с условием, что Университету дадут средства на постройку второго такого же компьютера, который станет собственностью Университета. После сдачи ORDVAC, военные выделили грант, и Университет построил собственный аналог ORDVAC под названием ILLIAC I, который положил начало многолетней университетской программе по постройке компьютеров серии ILLIAC. Так появились первые два ранних компьютера, которые были программно совместимы между собой. Позднее была построена еще одна копия машины ORDVAC/ILLIAC под названием SILLIAC. Обе машины - ORDVAC и ILLIAC I - были построены под руководством работника Иллинойсского университета Дж.П.Нэша (John Purcell Nash).

## Характеристики
В ORDVAC было использовал 2178 электронных ламп. Сложение машина выполняла за 72 микросекунды, умножение - за 732 микросекунды. Для первичной памяти объемом 1024 40-битных слов использовались трубки Вильямса. В 40-битном слове 39 бит использовались для числа и 1 бит - для знака. В июне 1956 года ненадежные трубки Вильямса были заменены на банк памяти из 4096 слов построенный на магнитных сердечниках.
ORDVAC был асинхронной машиной, в том смысле, что в компьютере не было тактового генератора, который бы синхронизировал время обработки команд. Каждая последующая команда выполнялась после того, как была выполнена предыдущая.
ORDVAC и его преемник на Абердинском испытательном полигоне - компьютер BRLESC - использовали свою собственную уникальную нотацию шестнадцатеричных чисел. Вместо последовательности A B C D E F, используемой ныне повсеместно, числа от десяти до пятнадцати обозначались буквами K S N J F L (англ. King Sized Numbers Just for Laughs).

## Интересные факты
ORDVAC был первой машиной, для которой был написан компилятор. 
После того, как ORDVAC был перевезен в Абердин, доступ к нему из Иллинойсского университета осуществляли удаленно по телефону на 8 часов ночного времени. Это был один из первых компьютеров, которым можно было пользоваться удаленно, и который использовался удаленно на регулярной основе.
Когда военные офицеры прибыли на место, чтобы проверить как идут работы по наладке машины, они спросили первого попавшегося работника "Кто тут у вас главный", и получили ответ "Вон тот парень с метлой". Арбрахам Тауб (Abraham H. Taub) - начальник команды наладчиков - в это время подметал пол, заканчивая работу над проверкой ORDVAC.